# Bettina Scholz

Bettina Scholz in ihrem Atelier. Foto: Liam Riecken, 2024

Bettina Elisabeth Scholz, teilweise Betti Scholz (* 1979 in Neuruppin) ist eine deutsche Künstlerin (Malerei, Zeichnungen, Objekte).

## Leben und Werk
Bettina Scholz wurde 1979 in Neuruppin in der  DDR geboren und ist aufgewachsen in Rheinsberg, wo sie bis zu ihrem 12. Lebensjahr die Dr.-Salvador-Allende-Schule besuchte. Sie wuchs in der anthroposophisch und lebensreformerisch orientierten Pension „Heim am See“ auf, die in den 1930er Jahren von dem Worpsweder Landschaftsarchitekten Max Karl Schwarz erbaut worden war und  von 1975 bis zur Wende von ihren Eltern geführt wurde. Nach dem Mauerfall 1989 besuchte Bettina Scholz die Rudolf-Steiner-Schule in Lüneburg, die Waldorfschule Siegen, das Städtische Gymnasium Bad Laasphe und die Waldorfschule Marburg. Sie studierte ab 2006 Freie Kunst/Malerei an der Kunsthochschule Berlin-Weißensee und dem Chelsea College of Arts in London. An der Kunsthochschule Berlin-Weißensee schloss sie 2012 als Meisterschülerin in der Klasse von Antje Majewski ihr Studium ab. Sie hatte Lehraufträge an der Universität der Künste Berlin und der Johann Wolfgang Goethe-Universität Frankfurt/Main. Seit 2022 ist sie Professorin für Malerei und Zeichnung an der Alanus Hochschule für Kunst und Gesellschaft in Alfter/bei Bonn und Mannheim.
Bettina Scholz‘ künstlerische Arbeit zeichnet sich durch formale und stilistische Vielfalt aus und umfasst Glasbilder, Bilder auf Leinwand, Zeichnungen, Objekte und Skizzenbücher. Sie setzt sich mit Literatur, Musik und Film auseinander, wobei sie sich insbesondere für das Science-Fiction Genre interessiert. Der Kurator Max Dax beschreibt ihre Arbeitsweise als assoziationsreich und synästhetisch. Wie sie in einem Künstlergespräch mit dem Autor und Kunsthistoriker Michael Stoeber 2022 zum Ausdruck bringt, sind für ihr künstlerisches Werk die gesellschaftlichen und kulturellen Einflüsse ihrer Biografie, die vom Mauerfall geprägt ist, ebenso von Bedeutung.

## Preise und Auszeichnungen
Zusammen mit den Künstlerinnen und Kulturschaffenden Lola Göller und Claudia Dorfmüller gewann Bettina Scholz 2016 die Ausschreibung der Kunsthalle Exnergasse in Wien für das Ausstellungskonzept Antenna Futura – Futurologische Übungen für das Unbekannte. Für das Projekt erhielten sie zusätzlich ein Reisestipendium des Berliner Senats. Bettina Scholz war 2022 nominiert für den Konrad-von-Soest-Preis des LWL-Museums für Kunst und Kultur Münster. 2020 war sie nominiert für den Kunstpreis der Kunsthalle Lingen.

## Ausstellungen (Auswahl)
- 2025: Unding und Urding, Künstlerhaus Göttingen[8]
- 2025: OST/WEST und das Südliche Orakel, Kunstverein Heilbronn e.V[9]
- 2024: OST/WEST, Emsdettener Kunstverein e.V[10]
- 2024: Industry, Uferstudios, Berlin[11]
- 2024: OI / Arbeiten an der Schwingtür, Schaufenster - Schauraum für Kunst, Berlin[12]
- 2023–2024: You want it darker. Songs über den nahenden Tod, Friedhof Forum, Zürich[13]
- 2022: Zeitregen (mit Jochen Plogsties), Kunstverein Bamberg, Bamberg
- 2020: Black Album. White Cube, Kunsthal Rotterdam, Rotterdam
- 2019: Hyper! A Journey into Art and Music, Deichtorhallen, Hamburg
- 2019: Drift, Setareh Galerie, Düsseldorf
- 2019: Milchstrassenverkehrsordnung. Space ist the place, Künstlerhaus Bethanien, Berlin
- 2018: Parallel Realities, Tony Wuethrich Galerie, Basel
- 2017: Interwalls, Tony Wuethrich Galerie, Basel
- 2016: Die Idee des Pools ist das Weite, Rathausgalerie, München
- 2016: Antenna Futura – Futurologische Übungen für das Unbekannte, Kunsthalle Exnergasse, Wien